# میخ‌پنجه سنگالی
میخ‌پنجه سنگالی (نام علمی: Centropus senegalensis) نام یک گونه از سرده میخ‌پنجه است.